# Episodi di Spin City (prima stagione)
La prima stagione della serie televisiva Spin City, composta da 24 episodi, è stata trasmessa negli Stati Uniti dal canale ABC tra il 17 settembre 1996 e il 13 maggio 1997.
| nº | Titolo originale             | Titolo italiano                           | Prima TV USA      | Prima TV Italia |
| -- | ---------------------------- | ----------------------------------------- | ----------------- | --------------- |
| 1  | Prototype                    | Episodio pilota                           | 17 settembre 1996 |                 |
| 2  | The Great Pretender          | Il grande simulatore                      | 24 settembre 1996 |                 |
| 3  | The Apartment                | L'appartamento                            | 1º ottobre 1996   |                 |
| 4  | Pride and Prejudice          | Orgoglio e pregiudizio                    | 8 ottobre 1996    |                 |
| 5  | The Rivals                   | Rivali                                    | 15 ottobre 1996   |                 |
| 6  | A Star Is Borns              | È nata una stella                         | 22 ottobre 1996   |                 |
| 7  | Grand Illusion               | Grande illusione                          | 29 ottobre 1996   |                 |
| 8  | The High and The Mighty      | La tangente                               | 12 novembre 1996  |                 |
| 9  | Meet Tommy Dugan             | Sindaco per un giorno                     | 19 novembre 1996  |                 |
| 10 | The Competition              | La gara                                   | 26 novembre 1996  |                 |
| 11 | Dog Day Afternoon            | Un pomeriggio da cani                     | 10 dicembre 1996  |                 |
| 12 | Criss Cross                  | Criss-Cross                               | 17 dicembre 1996  |                 |
| 13 | Bye Bye Love                 | Ciao amore                                | 7 gennaio 1997    |                 |
| 14 | Starting Over                | Ricominciare (Andare oltre)               | 14 gennaio 1997   |                 |
| 15 | Gabby's Song                 | Una Gabby di troppo (La canzone di Gabby) | 28 gennaio 1997   |                 |
| 16 | Kiss Me, Stupid              | Baciami, stupido                          | 11 febbraio 1997  |                 |
| 17 | An Affair to Remember        | Affari di cuore (Un affare da ricordare)  | 18 febbraio 1997  |                 |
| 18 | Snowbound                    | Città gelata                              | 25 febbraio 1997  |                 |
| 19 | Striptease                   | Striptease                                | 4 marzo 1997      |                 |
| 20 | Deaf Becomes Her             | Muta ma non troppo                        | 18 marzo 1997     |                 |
| 21 | Hot in the City              | Città rovente                             | 1º aprile 1997    |                 |
| 22 | Bone Free                    | Smidollati                                | 29 aprile 1997    |                 |
| 23 | The Mayor Who Came to Dinner | Un sindaco a cena?                        | 6 maggio 1997     |                 |
| 24 | Mayor Over Miami             | Un sindaco a Miami (Sindaco di Miami)     | 13 maggio 1997    |                 |

## Episodio pilota
- Titolo originale: Pilot
- Diretto da: Thomas Schlamme
- Scritto da: Gary David Goldberg e Bill Lawrence

### Trama
Mike Flaherty deve far fronte da un lato a un attivista gay che si è schierato contro il sindaco dopo che egli ha dichiarato di non voler partecipare alla parata per i diritti degli omosessuali, e dall'altro, a casa, deve fare i conti con la sua fidanzata e giornalista Ashley, che vuole andare a vivere con lui in maniera permanente.

## Il grande simulatore
- Titolo originale: The Great Pretender
- Diretto da: Lee Shallat-Chemel
- Scritto da: Sarah Dunn

### Trama
Mike Flaherty viene riconosciuto dal Manhattan Magazine l'uomo più sexy di Manhattan. Questo lo porta ad avere una grande celebrità tra tutto lo staff, ma ben presto la troppa notorietà lo porta ad avere manie persecutorie che non gli permettono di soddisfare la sua ragazza.

## L'appartamento
- Titolo originale: The Apartment
- Diretto da: Lee Shallat-Chemel
- Scritto da: Bill Lawrence

### Trama
Gli orari frenetici di Mike e Ashley non permettono loro di vedersi spesso. Nel frattempo si aprono i negoziati tra il Sindaco e gli spazzini che hanno indetto uno sciopero.

## Orgoglio e Pregiudizio
- Titolo originale:  Pride and Prejudice
- Diretto da: Lee Shallat-Chemel
- Scritto da: Brian Buckner e Sebastian Jones